# Günter Raphael
Günter Raphael (Berlijn, 30 april 1903 - Herford, 19 oktober 1960) was een Duitse componist.

## Leven
Zijn vader was cantor aan de Mattheuskerk in Berlijn en zijn grootvader van moederszijde, Albert Becker, dirigent van het koor aan de Berlijnse Dom. Had aanvankelijk les van Arnold Ebel en aansluitend aan de Musikhochschule (compositie bij Robert Kahn, piano bij Max Trapp, orgel bij Wilhelm Fischer en directie bij R. Krasselt). In de zomer van 1925 studeerde hij nog koorcompositie bij Arnold Mendelssohn te Darmstadt.
Sinds 1926 tot 1934 was hij leraar voor compositie aan het conservatorium te Leipzig. Als gevolg van de politieke omstandigheden was hij gedwongen om zich tot 1945 uit het publieke leven terug te trekken en woonde toen te Meiningen. Vanaf 1945 tot 1949 werkte hij te Laubach (Oberhessen). In 1948 kreeg hij de Lisztprijs in Weimar voor compositie, waarna in 1949 zijn benoeming volgde als leraar compositie aan het conservatorium te Duisburg. Afgezien van een kort verblijf in Zweden bleef hij daar tot 1953. Vanaf 1957 tot zijn dood doceerde hij aan de Musikhochschule te Keulen en daarnaast ook aan het Peter Corneliusconservatorium in Mainz.

## Werk
Als componist was hij buitengewoon veelzijdig en zeer vruchtbaar. Zijn werk omvat nagenoeg alle genres. Zijn eerste werken zijn hoofdzakelijk instrumentaal, maar zelf vond hij daarna zijn koorwerken het best. Dat koorwerk bevat aansprekelijk dubbelkoorwerk, zoals een requiem, en daarnaast ook kleine voor liturgisch gebruik bestemde motetten en liederen. Aanvankelijk stond hij in de traditie van Johannes Brahms en Max Reger, na de oorlog vond een omslag plaats in een meer moderne richting.
- Bibliothèque nationale de France: cb14828461r (data)
- CiNii: DA08145685
- Gemeinsame Normdatei: 118749137
- International Standard Name Identifier: 0000 0001 1059 2503
- Library of Congress Control Number: n83133746
- Nationale Bibliotheek van Letland: 000046634
- MusicBrainz: 91b31f2c-c8d1-4607-ac3e-cc14716348fa
- Nationale Bibliotheek van Tsjechië: xx0030257
- Nationale Bibliotheek van Israël: 987007266976405171
- Nederlandse Thesaurus van Auteursnamen: 069589127
- LIBRIS: 169063
- Système universitaire de documentation: 070458561
- Trove: 1177803
- Virtual International Authority File: 42106851
- WorldCat: E39PBJg8H4H6wpcXKq9btKRFrq